# Трота, Карл Дитрих фон
Карл Дитрих Эрнст Вильгельм фон Трота (нем. Carl-Dietrich Ernst Wilhelm von Trotha; 25 июня 1907 года, Крайзау, Германия — 28 июня 1952 года, Фокс-Лейк, Иллинойс, США) — немецкий юрист, экономист, антифашист, член движения Сопротивления во время Второй мировой войны, член организации «Красная капелла» и «Кружка Крайзау».

## Биография
Карл Дитрих Эрнст Вильгельм фон Трота родился 25 июня 1907 года в Крайзау, в Германской империи. Он происходил из саксонского дворянского рода и был сыном генерал-майора Дитриха фон Трота (1857—1914) и его второй жены Маргареты фон Мольтке (1879—1946).
В возрасте 21 года, вместе со своим двоюродным братом Гельмутом фон Мольтке и Хорстом фон Айнзиделем пошел добровольцем в трудовой лагерь для крестьян, рабочих и студентов в Силезии, чтобы помочь бедствовашему местному населению. В следующем году был избран чрезвычайным директором одной из шахт в этой области. С Хорстом фон Айзинделем был членом Силезского отделения Deutsche Freischar (движение скаутов в Германии).
Изучал экономику, социологию и право в Бреслау (ныне Вроцлав в Польше). Разделял идеи профессора Евгения Розенсток-Хюсси о формировании «движения трудовых лагерей» и его экономического значения. Он был одним из основателей Ассоциации Лёвенбергер. В 1933 году защитил степень доктора экономики.
29 октября 1933 года в Вильгельмсхафене Карл Дитрих женился на Маргарет Бартельт (1907—1995), дочери бургомистра Эмиля Бартельта и Доротеи Гердзена. В этой семье родились четверо детей.
В 1936 году поступил на работу служащим в министерство экономики. Затем перевелся в министерство энергетики. Все это время он поддерживал общение с Хорстом фон Айнзинделем, вместе с которым познакомился с Арвидом Харнаком и Харро Шульце-Бойзеном.
Уже в конце 1930-х годов, он, вместе с Гельмутом фон Мольтке и Хорстом фон Айнзинделем, над социально ориентированной экономической теорией. Он был одним из первых членов Кружка Крайзау. Его интерес касался социальной рыночной экономики и экономического порядка. Он был арестован гестапо 20 июля 1944 года. Однако из-за недостатка улик, вина его не была доказана.
С мая 1945 года работал в штаб-квартире вновь образованного муниципального совета в Берлине. В 1948 году был участником Первой Всемирной конференции Всемирного совета церквей. Он был одним из основателей и председателем Европейского союза в Берлине, а затем представителем немецкого движения за единую Европу в Страсбурге. Во время блокады Западного Берлина был одним из основателей Немецкой политической академии и стал профессором культурологии и внешней политики.
28 июня 1952 года Карл Дитрих фон Трота погиб в автомобильной катастрофе в Фокс-Лейк в Иллинойсе.